# Erumaipatti
Erumaipatti é uma panchayat (vila) no distrito de Namakkal , no estado indiano de Tamil Nadu.

## Demografia
Segundo o censo de 2001,  Erumaipatti  tinha uma população de 9303 habitantes. Os indivíduos do sexo masculino constituem 51% da população e os do sexo feminino 49%. Erumaipatti tem uma taxa de literacia de 71%, superior à média nacional de 59.5%: a literacia no sexo masculino é de 79% e no sexo feminino é de 63%. Em Erumaipatti, 10% da população está abaixo dos 6 anos de idade.